# مهدي جواد
مهدي جواد ربيعه (9 سبتمبر 1990) لاعب كرة قدم بحريني يلعب حاليا لصالح نادي الدرجة الأولى المالكية البحريني في مركز المهاجم من 2008.